# Laurent Neuville
Pour les articles homonymes, voir Neuville.
Laurent Neuville est un nageur français né le 15 juillet 1965 à Paris.
Il est membre de l'équipe de France aux Jeux olympiques d'été de 1984, terminant sixième de la finale du relais 4x100 mètres nage libre avec Stéphan Caron, Bruno Lesaffre et Dominique Bataille. Il remporte aux Jeux méditerranéens de 1987 la médaille d'argent sur 100 mètres nage libre. Il fait aussi partie de la délégation française aux Jeux olympiques d'été de 1988, terminant quatrième de la finale du relais 4x100 mètres nage libre avec Stéphan Caron, Christophe Kalfayan et Bruno Gutzeit ; c'est avec le même relais qu'il remporte la médaille d'argent aux Championnats d'Europe de natation 1989.
Il a été champion de France de natation sur 200 mètres nage libre à l'été 1987 et sur 50 mètres papillon à l'été 1992.
Il est le mari de la nageuse Sylvie Neuville.